# Лак (регион)
 Тази статия е за региона в Чад.  За едноименния регион в Код д'Ивоар вижте Лак (Кот д'Ивоар).  
Лак (на френски: Lac) е регион в Чад. Намира се на територията на едноименната бивша префектура. Столица е град Бол. От 2006 година насам губернатор на региона е Уейдинг Асси Асуе.

## Единици
Регионът Лак включва 2 департамента:
| Департамент | Столица | Под-префектури                       |
| ----------- | ------- | ------------------------------------ |
| Мамди       | Бол     | Багасола, Бол, Дабуа, Кангалам, Лива |
| Уаи         | Нгури   | Дум Дум, Кулудия, Нгури              |

## Население
По данни от 1993 година регионът има население от 248 226 души.
По данни от 2009 година населението на региона възлиза на 433 790 души.
Основните етнически групи са канембу (над 66 %) и будума (над 18 %).